# Carrito motorizado

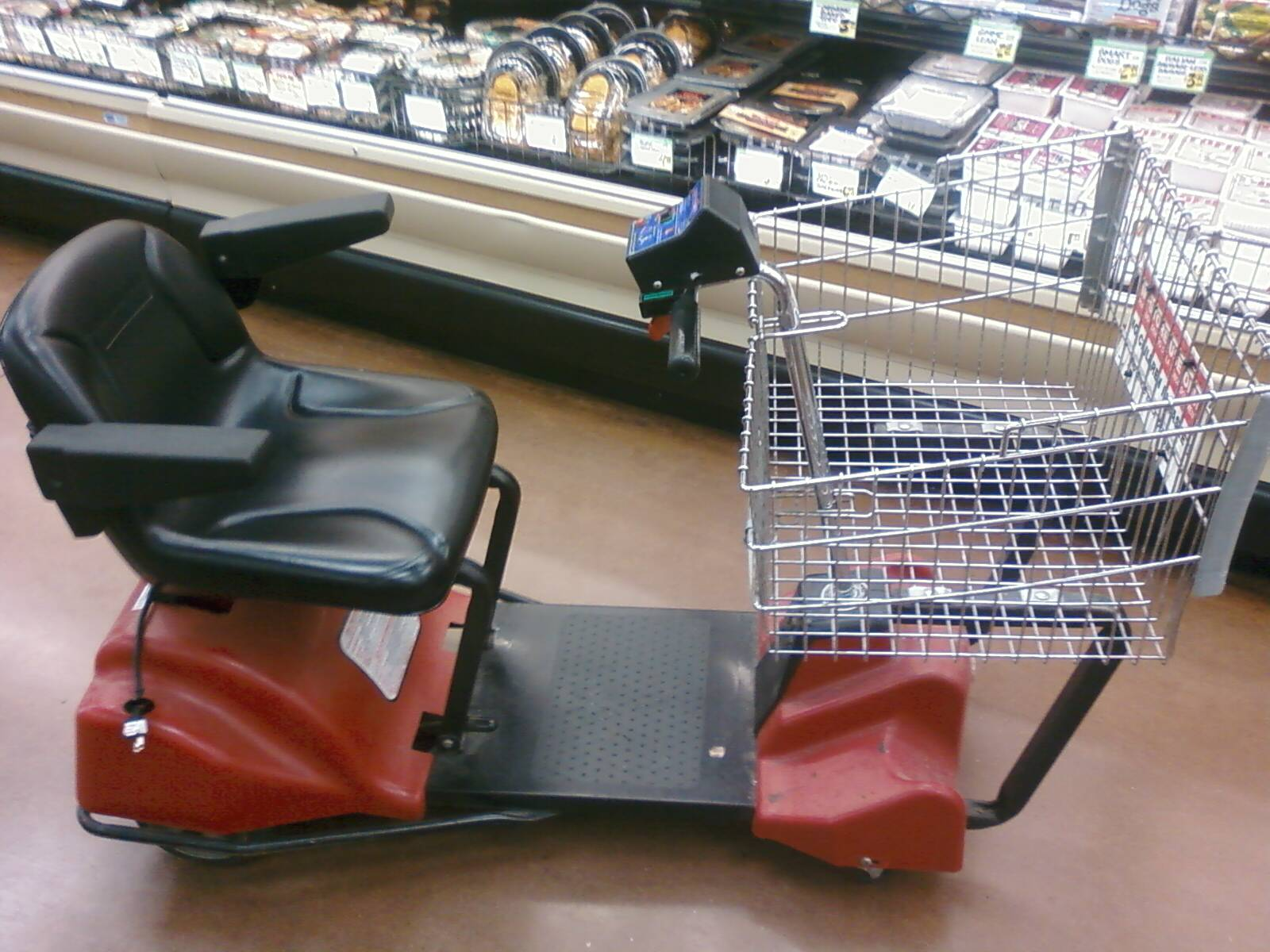
Un carrito de la compra motorizado en un supermercado

Un carrito de compra motorizado (también  carrito de compra eléctrico) es un carrito equipado con un motor eléctrico y controles de navegación. Incluye un asiento (a menudo equipado con un interruptor del asiento ocupante que activa el movimiento del carro con el peso del ocupante), convirtiéndolo así en una silla de ruedas motorizada, y tiene una batería recargable que se puede cargar conectando el dispositivo cuando no esté en uso. Los supermercados y otras grandes tiendas de venta de comercios los proporcionan a personas con discapacidades físicas permanentes o temporales que pueden tener dificultades para caminar por un gran centro comercial o para empujar un carrito normal
Muchos de los clientes que utilizan carros de compra motorizados no son usuarios de silla de ruedas a tiempo completo, pero creen que la compra es más fácil si utilizan el dispositivo, ya que el resulta difícil empujar una carretilla normal, sobre todo cuando se llena con mercancías y caminar por una tienda grande puede resultar difícil para aquel que sólo es capaz de recorrer distancias cortas por su propio pie.

## Problemas

### Robos
Si bien el robo del carro de la compra también ha sido algo costosa para los minoristas, el mayor coste de los carros motorizados hace que el robo sea un problema más importante para la tienda y, por tanto, hace que las tiendas establezcan políticas que prohíban los carros salir de las tiendas, aunque una persona con discapacidad puede tener la necesidad de llevar la compra hasta el coche.
En mayo de 2009, en Florida, un hombre fue acusado de delito grave el robo de un carro motorizado ya que tenía un valor de $ 2.500. Fue atrapado no muy lejos de la tienda, montando en el carrito. Si se hubiera robado una carretilla no eléctrico, el robo habría sido una falta leve. En el mismo mes, dos hombres de Carolina del Sur fueron acusados del robo de una carretilla y, además, se enfrentaron a cargos de delito, ya que fue valorado en más de 2.000 dólares.
Estos robos son raros y difíciles de sostener, ya que los carros son, evidentemente, carros de tienda de comestibles, diseñados con una velocidad máxima de dos millas por hora. La mayoría de dispositivos de movilidad que funcionan con potencia, tales como sillas eléctricas y scooters, tienen una velocidad máxima media de 5 millas por hora, aunque muchas son más rápidas. Las cestas y los asientos son de fuerza comercial y las ruedas son mucho más pequeñas que las de los dispositivos de movilidad del consumidor.

### Lesiones
Ha habido una preocupación por los carros que causan heridas cuando los utilizan aquellos que no saben controlar bien. El usuario se puede producir lesiones si se golpea contra un objeto con la carretilla o contra una persona. Para reducir el riesgo de lesiones, la mayoría de carros tienen un sistema de aviso de seguridad similar al que llevan los camiones. También están programados con una velocidad máxima baja de hasta dos millas por hora.
En 2011 en Louisiana, una mujer presentó una demanda por heridas mientras utilizaba un carrito de la compra motorizado. El caso fue desestimado ya que el acusado presentó una moción afirmando que el accidente y las lesiones fueron causadas por culpa de la mujer. El responsable del almacén probó la carretilla inmediatamente después de la reclamación por lesiones y luego mandó hacer una prueba por el mecánico del almacén y un ingeniero 

### Permiso de uso
Si bien los carros de la compra motorizados están generalmente reservados para minusválidos, la mayoría de tiendas aceptan la palabra de ser discapacitado hacer uso de una carretilla. Sin embargo, ha habido casos en que una persona con una discapacidad no visible ha solicitado usar una carretilla motorizada, pero los empleados de la tienda le han denegado el uso ya que no creían que el cliente tuviera ninguna discapacidad .
También ha habido cierta preocupación para dejar utilizar las carretillas a los menores. En enero de 2009, una tienda Wal-Mart de Tennessee no permitió que una chica de 11 años con la pierna rota utilizara una carretilla motorizada, mientras otras tiendas le habían permitido utilizarla